# Dactylomyia parenti
Dactylomyia parenti är en tvåvingeart som beskrevs av Stefan Naglis 2002. Dactylomyia parenti ingår i släktet Dactylomyia och familjen styltflugor.
Artens utbredningsområde är Costa Rica. Inga underarter finns listade i Catalogue of Life.